# Lista över medeltida monster
Medeltida monster var varelser som medeltida européer trodde existerade i fjärran länder och ofta avbildade i trästick. Antingen såg varelserna ut som monster, eller så hade de monstruösa vanor, exempelvis att äta människor (antropofagerna).
Monster:
- Abarimon
- Amasoner
- Antipoder
- Antropofager
- Artabatitae
- Astomi
- Blemmyae
- Cykloper
- Drakar
- Ichthyofager
- Kynomolger
- Kynokephalier
- Maritimi
- Panfager
- Panotii
- Skiapoder
- Troglodyter